# Ira Rišovski
Ira Rišovski je bila jedna od prvih nemačkih inženjera i aktivna u nemačkoj antinacističkoj grupi otpora Neu Beginnen pre bekstva u Britaniju. U Velikoj Britaniji postala je član Ženskog inženjerskog društva, služeći u Savetu i podržavajući napore da podstakne Britanke da postanu inženjerke.

## Biografija
Ira je rođena u Nemačkoj 1899. godine od oca Alberta i majke Ide rođene Salomonson. Porodica je bila jevrejska po poreklu, ali deca su krštena u hrišćanskoj veri. Albert Rišovski je vodio brodogradilišta i poveo mladu Iru sa sobom kako bi gledala zakivanje brodova što ju je inspirisalo da postane inženjer.
Godine 1919. Ira se upisala kao prva studentkinja inženjerstva na Tehničkom univerzitetu u Darmštatu. Njena uspešna prijava podržana je šestomesečnom praksom u popravci poljoprivredne opreme. Od 1928. godine, ona je bila zaposlena kao inženjer, nakon obuke u električnoj kompaniji Siemens-Schuckert. Godine 1930. Ira je postala član centralne inženjerske ustanove Nemačke, Verein Deutscher Ingenieure. Godine 1933. u VDI je postojala ženska sekcija, ali ona je odbila da joj se pridruži, jer je bila povezana sa nacističkom strankom.
Godine 2019. Institut za nuklearnu fiziku Univerziteta u Darmštatu u njenu čast stvorio je program stipendiranja Rišovski za studentkinje.

### Pokret otpora
Rišovski se pridružiola podzemnoj antifašističkoj grupi Neu Beginnen 1932. godine i postala ključni tajni operativac sa kodnim imenom „Gabriele“. Bila je odgovorna za kodiranje i dekodiranje prepiske sa drugovima u inostranstvu. Godine 1933. operativna kancelarija grupe preselio se na Potsdamer Platz u Berlinu, predstavljajući se kao inženjerski savet. Rišovski je radila na maskiranju marksističke književnosti i prenošenju dokumenata Socijaldemokratskoj partiji u egzilu u Pragu.
Septembra 1935. Rišovski je uhapšena dok je pokušavala da zabranjenu literaturu prebaci na sigurno mesto. Uspela je da razgovara slobodno, ali plašeći se nadzora, brzo je pobegla u Prag. U julu 1936. godine preselila se u Ujedinjeno Kraljevstvo putem šeme za domaće službeničke vize. Ona je Karolin Haslet pozvala da prisustvuje sastancima Ženskog inženjerskog društva, a ona je postala pridruženi član 1939. godine.
Internirana godinu dana u logor Rušen na ostrvu Men kao neprijatelj države, puštena je 1942. godine i radila je kao crtač i inženjer planiranja, prvo u Tuvok Ltd, a kasnije u James Gordon Ltd, gde je postala šefica projekata.

## Privatni život
Ira je upoznala svog budućeg supruga Frica Bruna Karthausera (1898–1973) dok je studirala inženjerstvo na Tehničkom univerzitetu u Darmštatu. Venčali su se u decembru 1922. godine i dobili su dve ćerke. Njihovo prvo dete Helen Isot rođeno je 1924. godine, a drugo Herta Marija (Kindi) 1930. godine. Bruno i Ira razveli su se 1933. kada je bila primorana u egzil 1935. godine i tada je ostavila svoju decu na čuvanju svoje ostarele majke Ide u Berlinu do 1938. godine. Kasnije je uz podršku članova Društva uspela da ih obe odvede u London. Ida je deportovana u geto Theresienstadt, gde je umrla 1943. godine.
Po njenoj smrti 1989. godine, tadašnja predsednica druđta žena inženjera Doroti Hatfild nazvala je Iru „inspiracijom za sve nas“.

## Spoljašnje veze
- Ira Rischowski: Oral Histories
- Ira Rischwoski: Archive Papers